# Cheilosia saraensis
Cheilosia saraensis är en tvåvingeart som beskrevs av Tokuichi Shiraki 1968. Cheilosia saraensis ingår i släktet örtblomflugor, och familjen blomflugor. Inga underarter finns listade i Catalogue of Life.